# Vittandad ulota
Vittandad ulota (Ulota drummondii) är en bladmossart som beskrevs av Bridel 1826. Vittandad ulota ingår i släktet ulotor, och familjen Orthotrichaceae. Enligt den finländska rödlistan är arten nationellt utdöd i Finland. Arten är reproducerande i Sverige. Artens livsmiljö är hagmarker och lövängar. Inga underarter finns listade i Catalogue of Life.